# لوری هرناندس
لوری هرناندس (به انگلیسی: Laurie Hernandez) ژیمناست زادهٔ ۹ ژوئن ۲۰۰۰ میلادی اهل کشور ایالات متحده آمریکا است. او به همراه تیم آمریکا در بازی‌های المپیک ۲۰۱۶ ریو مدال طلا گرفت.